# ووت ایکس‌اف۳یو
ووت ایکس‌اف۳یو (به انگلیسی: Vought XF3U) یک هواپیمای ساختِ کارخانهٔ ووت در کشور ایالات متحده آمریکا است. این هواپیما برای نخستین بار در ۹ مه ۱۹۳۳ میلادی مورد استفاده قرار گرفت.